# ファタヒラー級フリゲート
ファタヒラー級フリゲート（英語: Fatahillah-class frigates）は、インドネシア海軍が運用するフリゲートの艦級。

## 設計
従来、インドネシア海軍の水上戦闘艦は、いずれもアメリカ海軍やイギリス海軍の退役艦を購入したものであった。本級は、インドネシア海軍として初めて、新規に建造・取得した排水量1,000トン以上の水上戦闘艦であり、最も強力な艦とされていた。発注は1975年8月に行われ、3隻がオランダ・スヒーダムのウィルトン・フェイエノールト造船所で建造された。
船型としては中央船楼型が採用されており、その上に2層の艦橋構造物が設けられている。また「ナラ」では、船楼甲板を後方に延長するかたちでヘリコプター甲板を設けており、その直前には格納庫を設置する甲板室も新設された。なお本級はいずれも熱帯地域での活動が主となることから艦内には空調設備が備えられており、またNBC防護シタデルを設けて防御力を確保している。船体安定化のためフィンスタビライザーも備えている。
主機関としては、巡航機としてドイツのMTUフリードリヒスハーフェン社製MTU 16V956 TB81ディーゼルエンジン（4,000馬力）2基、高速機としてイギリスのロールス・ロイス社製オリンパスTM3Bガスタービンエンジン（22,360馬力）1基を搭載し、減速機を介して2軸の可変ピッチ・プロペラを駆動するCODOG方式が採用された。

## 装備
戦闘システムの中核となる戦術情報処理装置としてはDAISYが採用された。対空捜索レーダーとしては、SバンドのDA-08を船楼後端部の後檣上に備えている。また艦橋構造物上の前檣に設置されたWM-28は、砲射撃指揮用とともに低空警戒にも用いられる。一方、ソナーとしては、10キロヘルツ級の中周波ソナーであるシグナール（現在のタレス・ネーデルラント）社製のPHS-32を船底に備えている。
兵装面で最大の特徴が、主砲としてボフォース社製46口径120mm単装速射砲を採用していることである。これは高い発射速度（80発/分）と優れた操縦性能（旋回40度/秒、俯仰32度/秒）を備えた両用自動砲で、砲塔重量も28.5トンと比較的軽量である。ただし本級以外には、フィンランド海軍がトゥルンマー級コルベットや機雷敷設艦で搭載したのみで、あまり普及しなかった。最大射程は18,500メートルであった。またこれを補完する高角機銃として、70口径40mm単装機銃が船楼後端に備えられているが、「ナラ」では格納庫の両脇に2基備えるよう変更された。弾薬としては、120mm砲弾が400発、40mm機銃弾が3,000発搭載されている。
対潜兵器としては、船楼前端にボフォース社製のSR-375A 375mm連装対潜ロケット発射機を備えており、弾薬としてはネリまたはエリカを54発搭載している。また「ナラ」を除く2隻では、さらにMk.32 3連装短魚雷発射管2基およびMk.44短魚雷12発も搭載されている。対水上火力としては、エグゾセMM38艦対艦ミサイルを連装発射筒2基に収容して、煙突後方の中部甲板に搭載している。

## 同型艦
| #   | 艦名                        | 起工       | 就役       |
| --- | --------------------------- | ---------- | ---------- |
| 361 | ファタヒラー KRI Fatahillah | 1977年 1月 | 1979年 7月 |
| 362 | マラハヤティ KRI Malahayati | 1977年 7月 | 1980年 3月 |
| 363 | ナラ KRI Nara               | 1978年 1月 | 1980年 8月 |